# Ohio Impromptu

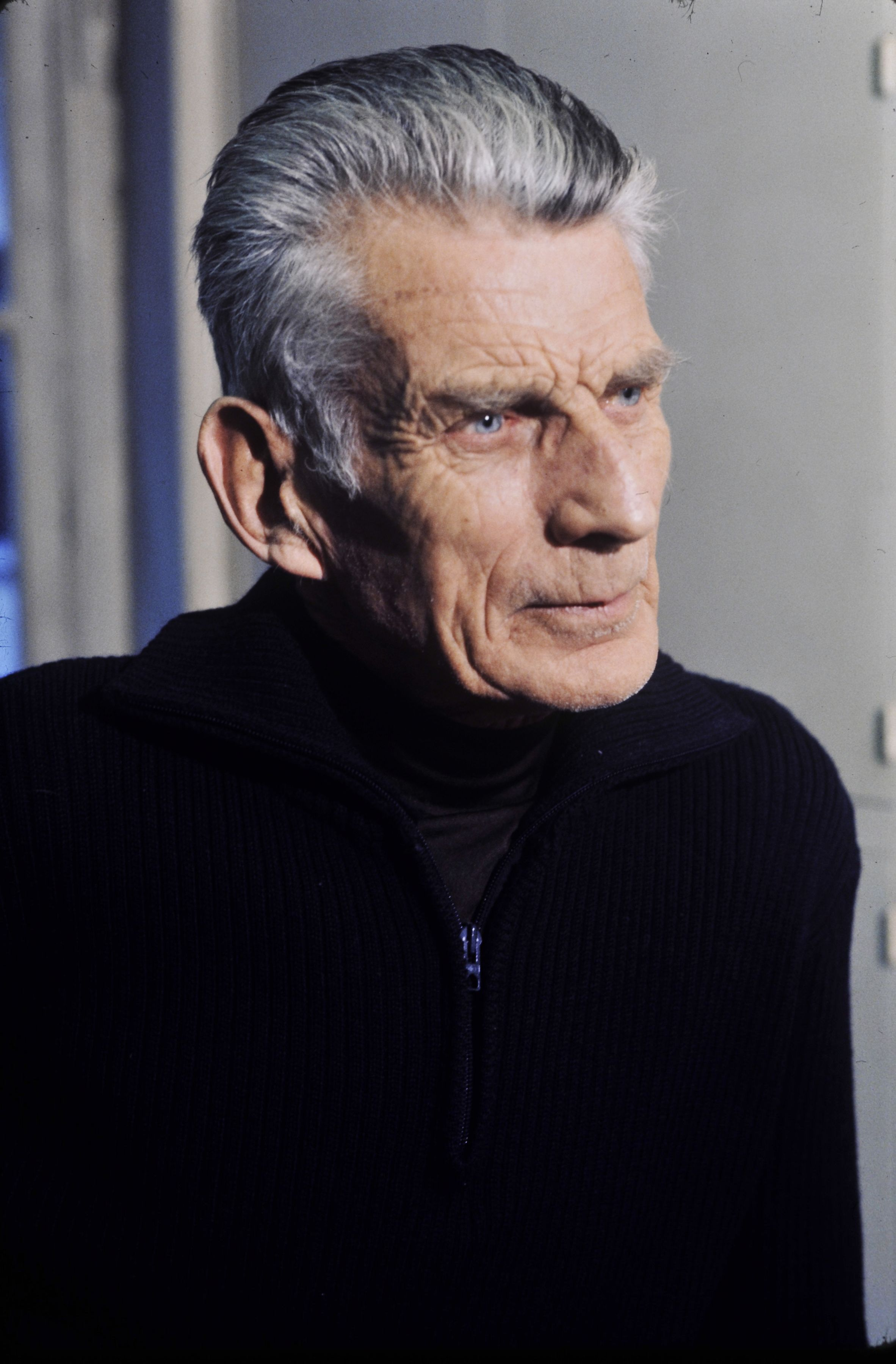
Samuel Beckett en 1977.

Ohio Impromptu es una breve obra de teatro escrita en inglés por Samuel Beckett en 1980.
Comenzó como un favor a Stanley E. Gontarski –un pedido de la Universidad de Ohio– quien pidiera una pieza dramática para ser representada en un simposio académico en Columbus, Ohio, en honor al 75 aniversario del propio Beckett. 

Estrenada el 9 de mayo de 1981 en el Stadium II Theater, fue dirigida por Alan Schneider. 
La obra consta de solo dos personajes, uno que lee y otro que escucha. David Warrilow hizo el papel del "lector" y Mitchell Rand el del "oyente".
Es la primera obra de Beckett con una puesta en escenario del doppelgänger. La pieza se atribuye al período fantasma de Beckett.

## La obra
En el desarrollo de la pieza, dos ancianos están sentados en ángulo recto el uno al otro lado de una mesa rectangular blanca con sillas blancas, ambos de pelo largo y blanco, igual a como aparece en Beckett on film (2000), versión fílmica de las obras breves de Beckett.

El "oyente" está enfrentado a la audiencia, pero su cabeza está inclinada, y oculta su rostro. El "Lector" tiene una postura similar, con la diferencia de que tiene un libro abierto en sus últimas páginas. 

La pintura específica, este cuadro estático y lento, con predomino unívoco del blanco y negro, habría sido sugerida por el propio Beckett. Además hay un sombrero de ala ancha sobre la mesa y el oyente llama a la mesa con un suave golpe con su mano izquierda, signo que funciona, en principio, como una orden por la cual el lector detiene la lectura, repite completa la última frase y luego espera otro golpe para poder retomar la lectura. Este recurso continúa a lo largo de toda la lectura, y es entendido como una reminiscencia del "paladeo" de Krapp, en La última cinta de Krapp. 

Así como este recurso, hay otros recursos en la obra que también destacan por su particularidad: en un momento dado el oyente no deja que el lector vuelva las páginas según la misma indicación del texto que se está leyendo "los síntomas del miedo... descriptos ampliamente en la página cuarenta, párrafo cuarto."

Asimismo, el lector hace repetir la última frase del cuento, y luego el libro se cierra. Sin embargo, el oyente insiste en llamar una vez más con su mano golpeando la mesa, como si no quisiera que la lectura se terminara, pero nada  hay por leer. El final de la pieza consiste en una mirada sin pestañear de los dos personajes entre sí hasta que la luz se desvanece.

La narración, escrita en tiempo pasado, cuenta la historia de alguien, probablemente el propio oyente, quien en un último intento de obtener un alivio, después de la pérdida de un supuesto ser querido, se aleja a la Isla de los Cisnes, lugar donde nunca habían estado juntos (él y el ser querido). Al hacer esto, no tiene en cuenta la advertencia de un sueño: "Quédate donde estuvimos tanto tiempo juntos solos, mi sombra te confortará".

Pronto se da cuenta de que ese procedimiento pudiera haber sido un error: un entorno familiar podría haberlo aliviado a través de su larga asociación con el ser querido, y por el contrario, un ambiente desconocido podía acentuar su sensación de pérdida total.  

Sin embargo una noche en la que él está sentado con la cabeza entre las manos, temblando, un hombre aparece de la nada. Explica que él ha sido enviado por seres queridos del hombre para llevarle consuelo, saca un volumen gastado del bolsillo de su abrigo largo y negro y lee hasta el amanecer, después de lo cual desaparece sin decir palabra. 

La visita y lectura continúa noche tras noche. Así que, después de completada la lectura del cuento, el hombre explica que esta será su última aparición, y que él ya no está facultado para volver incluso cuando así lo quisiera. A través de las muchas noches de lecturas se habían vuelto "uno", se sientan en silencio fijos como piedras.

## Beckett y la obra
Característico de Beckett sería el que toma a menudo un evento de su propia vida, quitando todos los demás detalles biográficos, y despojando al mínimo la lengua, vaciándola hasta el hueso, lo mismo que, consecuentemente, con el tema. De allí se comprende la matriz autobiográfica de la pieza.
Un caso evidente en esta pieza sería el de que Beckett, amanuense de Joyce, solía caminar con este último en la Isla de los Cisnes durante los años treinta y que Joyce solía usar un sombrero del Barrio Latino, como se menciona en el texto. Beckett habría confirmado estos detalles con referencia a la pieza durante una charla con James Knowlson. "El rostro o nombre amado" no podría dejar de asociarse semánticamente a la cara de Joyce, como tampoco a la de la mujer de Beckett, sobre todo para Knowlson, quien al consultar sobre esto habría obtenido de Beckett la respuesta que esperaba: "Es Suzanne... He pensado en su muerte mucho tiempo." 
Lo verdaderamente cierto sería que, a pesar de estar distanciado de Suzanne y que ella estaba viva con ochenta años cuando escribió Ohio Impromptu, la mera idea de su muerte habría resultado insoportable para él.

Otros datos biográficos de la pieza se pueden observar en la alusión a terrores nocturnos y el insomnio. Beckett toda su vida habría estado preocupado por las pesadillas. En la década de 1930 Beckett también habría empezado a experimentar ataques de pánico.

## Detalles más técnicos de la obra
En cuanto al título de la obra, se observa que es descriptivo. Ohio Impromptu es un título que genera la inevitable lectura sobre el género del impromptu a lo Molière y Jean Giraudoux (metateatro o ejercicios autoreflexivos), así como también, en el plano musical, en las piezas de Schubert, Chopin y Schumann llamadas impromptus ("indeciso", en latín). 
Molière sería el primer ejemplo a tener en cuenta en cuanto a este término, el que se relaciona a una obra de teatro improvisada y que se refiere, en especial, a los problemas de escritura teatral y de puesta en escena, cosa que se hace por demás explícita en la pieza.

Asimismo lo que liga la pieza a estos ejemplos y géneros ilustres es la característica de la escritura de Beckett, donde la improvisación, mediante el uso primario de un motivo ya sea biográfico o de otro tipo, ocupa un espacio más que relevante.

El título describe, asimismo, insoslayablemente, las dificultades que tuvo para dar cumplimiento al pedido, aludiendo en la primera palabra (Ohio) al lugar desde donde provenía el pedido y a la relación entre escribir por encargo, es decir con una fecha de entrega (improvisación), en la segunda palabra.

En cuanto a lo que se refiere al género del metateatro, se hace evidente en el hecho de que lector-espectaodor sólo se entera de que la historia contada por el personaje del lector sólo se trata de una "triste historia" pero no más, y al mismo tiempo que esa triste historia pudiera ser la misma que se está viendo representar: un ejercicio de lamentación, donde hay un hombre solo con sus pensamientos (encarnados por el doble). 

Los críticos difieren en sus interpretaciones sobre quién o qué es el personaje del lector. Ya sea una aparición, el alter ego, sería evidente y hasta explícito en la pieza que es una parte esencial del proceso de "curación" del oyente. 

La crítica entiende que la imagen del río (el Sena) con dos brazos que desembocan en uno después de dividirse alrededor de la isla sería una pista sobre el "significado" de la obra. 

También contemplan que si bien Beckett pudo haber tenido a su esposa en mente cuando escribió la obra, la pieza nunca es explícita a este respecto. Ni siquiera el sexo de la persona amada es especificado.  

Por lo cual la obra es reticente, como el mismo Beckett quería, a la interpretación simbólica. 
En un primer borrador de la obra, Beckett se habría centrado "en un fantasma que regresa del inframundo para hablar en conferencia". Y, por su parte el juego de palabras "Noches blancas" apoyaría esta idea. La comparación siguiente de esas noches con la condición de la juventud ("Otra vez las blancas noches... Como cuando su corazón fue joven.") redefiniría la condición del fantasma con la juventud, el pasado.

Es así totalmente plausible que los dos hombres en el escenario no son los mismos que los dos hombres en la historia. Y sería aquí, con el doble especular, donde se explora el proceso o problema de la escritura y la lectura, así como también de la vida misma, unido por un sutil hilo que Beckett despliega elípticamente, donde lo que se lee, al igual que lo que se vive, nunca regresa.

El hecho de que sólo hay un sombrero entre los dos, también es significativo a este respecto. 

Además en la producción Beckett on Film, el final de la pieza no coincidiría con la versión teatral (oyente y lector mirándose hasta que se apagan las luces); en la versión fílmica el lector se esfuma y sólo queda el oyente en la habitación, con el sombrero, mientras la luz crece hasta iluminar la sala y borrar la pantalla en un blanco cegador.

Beckett estaba obsesionado por el deseo de crear lo que él llamó la "literatura de la unword" (literatura sin palabras), y esta obra, representaría uno de los  ejemplos de este esfuerzo. Además se hace aún más evidente en ciertos enunciados que utiliza de los cuales los más emblemáticos son los que abren y cierran en círculo la pieza: el "Queda poco que contar" evolucionado al "Ya no queda nada por contar".

Lo que expresa M. A Dolls en Myth and Ritual in the Plays of Samuel Beckett ("Lo que dicen las palabras, cuando no queda nada que contar"), como un resumen de la pieza en cuestión y del intento literario de Beckett, tiene claras relaciones con otras obras y fenómenos culturales de los cuales se pueden destacar algunos históricamente previos: el romanticismo, con especial y clara atención en el poema El cuervo de Edgar Allan Poe, el impresionismo, Fritz Mauthner, por ejemplo en el plano de la crítica del lenguaje y sin ir muy lejos el último aforismo sincopado del célebre Tractatus logico-philosophicus del también célebre filósofo del lenguaje Ludwig Wittgenstein, ("De lo que no se puede hablar, mejor callar la boca") que refiere la imposibilidad de trasmitir ciertas experiencias (en la primera sección de la preposición), sumado al generalizado tópico literario del silencio (expresado en el tono imperativo de la segunda sección del aforismo).

## Ohio impromptuen el cine
Con la producción Beckett on Film, las modernas técnicas cinematográficas han permitido al lector y al oyente ser interpretados por el mismo actor, lo que, en apariencia, vendría como anillo al dedo al cumplimiento de la instrucción de Beckett de que los dos personajes debiesen ser "lo más iguales en el aspecto de lo posible", componentes distintos en la personalidad de uno solo.

Según Anna McMullan, esta interpretación de Ohio Impromptu no carecería de un enfoque psicologizante ya que el actor intérprete, Jeremy Irons, interpreta a ambas partes, el lector y el oyente.
Además, la lectura de Irons pudiera carecer de la necesaria lentitud, sobre todo en algunos tramos.